# Raquel Fernandes
Raquel Fernandes dos Santos (nacida el 21 de marzo de 1991), conocida comúnmente como Raquel, es una futbolista profesional brasileña que juega como delantera y su actual equipo es el Ferroviária de Esportes de la primera division del Brasileirao Femenino. Há sido internacional con la selección nacional de Brasil. Participó en la Copa Mundial Femenina de la FIFA 2015 y 2019.

## Carrera en clubes
Raquel se unió a Ferroviária en 2010. En el Campeonato Paulista de Futebol Feminino 2013, marcó seis goles en la victoria por 19-0 de su equipo sobre Botucatu.
En enero de 2016, Raquel se unió a los compatriotas Darlene de Souza y Rafaelle Souza en la transferencia al club chino de la Superliga femenina Changchun Zhuoyue.
Raquel jugó en la Primera División española para el Sporting de Huelva entre 2018 y 2019.
El 26 de julio de 2019, Raquel firmó con Sporting CP en Portugal.

## Carrera internacional
La jugadora del Atlético Mineiro Raquel representó al equipo juvenil de Brasil en la Copa Mundial Femenina Sub-17 de la FIFA 2008 en Nueva Zelanda. Fue llamada a la selección nacional de Brasil por primera vez en agosto de 2013 después de mostrar una forma impresionante para su club Ferroviária.
En febrero de 2015, Raquel fue incluida en un programa de residencia de 18 meses destinado a preparar al equipo nacional de Brasil para la Copa Mundial Femenina de la FIFA 2015 en Canadá y los Juegos Olímpicos de Río 2016. En la Copa del Mundo, Raquel apareció en cada uno de los cuatro partidos de Brasil, anotando en la victoria por 1-0 en grupo final sobre Costa Rica. Después de la derrota de Brasil por 1-0 en la segunda ronda contra Australia, Raquel permaneció en Canadá como parte de la selección brasileña para los Juegos Panamericanos de 2015 en Toronto.

### Goles internacionales
| Gol(es) | Fecha      | Ubicación               | Oponente          | Resultado Parcial | Resultado Total | Competición                             |
| ------- | ---------- | ----------------------- | ----------------- | ----------------- | --------------- | --------------------------------------- |
| 1       | 24/09/2014 | Quito, Ecuador          | Ecuador           | 4-0               | 4-0             | Copa América Femenina 2014              |
| 2       | 26/09/2014 | Sangolquí, Ecuador      | Argentina         | 6-0               | 6-0             | Copa América Femenina 2014              |
| 3       | 10/12/2014 | Brasilia, Brasil        | Argentina         | 3-0               | 4-0             | Torneio Internacional 2014              |
| 4       | 17/06/2015 | Moncton, Canadá         | Costa Rica        | 1-0               | 1-0             | Copa Mundial Femenina de Fútbol de 2015 |
| 5       | 11/07/2015 | Toronto, Canadá         | Costa Rica        | 1-0               | 3-0             | Juegos Panamericanos de 2015            |
| 6       | 10/12/2015 | Natal, Brasil           | Trinidad y Tobago | 10-0              | 11-0            | Torneio Internacional de Natal 2015     |
| 7       | 04/03/2016 | Santo António, Portugal | Portugal          | 3-1               | 3-1             | 2016 Algarve Cup                        |
| 8       | 23/07/2016 | Fortaleza, Brasil       | Australia         | 2-1               | 3-1             | Partido amistoso                        |